# Nebreda
Nebreda – gmina w Hiszpanii, w prowincji Burgos, w Kastylii i León, o powierzchni 28,43 km². W 2011 roku gmina liczyła 73 mieszkańców.